# Doederleinia berycoides
Doederleinia berycoides är en fiskart som först beskrevs av Hilgendorf, 1879.  Doederleinia berycoides ingår i släktet Doederleinia och familjen Acropomatidae. Inga underarter finns listade i Catalogue of Life.